# Nevinné lži (film)
Nevinné lži (v anglickém originále Innocent Lies) je britsko-francouzský filmový thriller z roku 1995. Režisérem filmu je Patrick Dewolf. Hlavní role ve filmu ztvárnili Stephen Dorff, Gabrielle Anwar, Adrian Dunbar, Sophie Aubry a Joanna Lumley.

## Obsazení
| Stephen Dorff      | Jeremy Graves    |
| Gabrielle Anwar    | Celia Graves     |
| Adrian Dunbar      | Alan Cross       |
| Sophie Aubry       | Solange Montfort |
| Joanna Lumley      | Helena Graves    |
| Florence Hoath     | Angela Cross     |
| Alexis Denisof     | Christopher Wood |
| Marianne Denicourt | Maud Graves      |
| Keira Knightley    | mladá Celia      |